# 南开大学计算机学院
南开大学计算机学院，成立于2018年，位于南开大学津南校区理科组团。南开大学的计算机相关学科研究肇始于1958年，历经多次院系调整。1980年成立了计算机与系统科学系。2013年，南开大学对信息技术科学学院学科进行优化整合，分别组建计算机与控制工程学院和电子信息与光学工程学院。2018年7月，南开大学拆分计算机与控制工程学院，成立计算机学院。而控制工程相关系所拆分成立人工智能学院。